# 1748 en philosophie
Chronologie de la philosophie
- 1744
- 1745
- 1746
- 1747
- 1748
- 1749
- 1750
- 1751
- 1752

L’année 1748 a été marquée, en philosophie, par les événements suivants :

## Publications
- David Hume  : An Enquiry Concerning Human Understanding (Philosophical Essays Concerning Human Understanding) (Londres, A. Millar, 1748 ; puis Londres, M. Cooper, 1751 - tr.fr. Enquête sur l'entendement humain)

## Naissances
- 8 décembre à Brienza : Francesco Mario Pagano, mort le 29 octobre 1799 à Naples, est un juriste, un philosophe, un historien, un dramaturge et un homme politique italien. Considéré comme l'un des plus grands représentants italiens du Siècle des Lumières, il est aussi regardé comme un pionnier de la justice constitutionnelle contemporaine[1].

## Décès
- 31 janvier : George Turnbull, né le 11 juillet 1698, est un philosophe, théologien, professeur, écrivain sur l'éducation et une des premières mais peu connue personnalité des Lumières écossaises. Il enseigne au Marischal College (en) à Aberdeen, est employé comme tuteur et devient pasteur anglican. Mis à part ses écrits publiés sur la philosophie morale, il est également connu pour l'influence qu'il a exercée sur Thomas Reid et comme le premier membre des Lumières écossaises à publier un traité formel sur la théorie et la pratique de l'éducation .

- 27 février : Luis de Lossada, né le 20 février 1681, prêtre jésuite philosophe et polémiste espagnol.

- 3 avril : Jean-Jacques Burlamaqui, né le 24 juin 1694 ou le 13 juillet 1694 à Genève, juriste et écrivain genevois.